# Villa Spinelli di Scalea
Die Villa Spinelli di Scalea ist ein Landhaus aus dem 18. Jahrhundert im Viertel Barra von Neapel in der italienischen Region Kampanien. Sie ist Teil des vesuvianischen Villenviertels der sogenannten Goldmeile (Miglio d’oro) und liegt am Corso Sirena, 165.

## Beschreibung
Das Landhaus ist ein schönes Beispiel für eine Konstruktion des 18. Jahrhunderts. Erwähnenswert ist vor allen Dingen seine Landschaftsarchitektur, also der weitläufige englische Garten aus der ersten Hälfte des 19. Jahrhunderts, in dem sich die zeitgenössische Dipendenza Villa Spinelli erhebt.
In einigen Sälen im Obergeschoss der Villa sind die in Tempera bemalten Decken erhalten, die von dem örtlichen Maler Raffaele stammen und in den 1920er-Jahren angefertigt wurden.